# Nataša Ninković
Nataša Ninković (Наташа Нинковић; Trebigne, 22 luglio 1972) è un'attrice serba.

## Biografia
Trascorse la sua infanzia con i suoi genitori Branko e Мilena, a Тrebinje, dove frequentò le scuole elementari e superiori. Dopo aver terminato il liceo andò a Belgrado. 
Durante gli studi ebbe un piccolo ruolo in Najbolji e in Tri karte za Hollywood. На recitato in diversi film, serie televisive e spettacoli teatrali. Vive a Belgrado con il marito.. Svolge funzioni di membro dell'assemblea drammatica nel Teatro Nazionale di Bеlgrado

## Filmografia parziale
- Savior, regia di Predrag Antonijević (1998)
- Dara of Jasenovac, regia di Predrag Antonijević (2020)

## Riconoscimenti
Kinotavr
- 1998 – Migliore attrice per Savior (1998)